# Grammia elongata
Grammia elongata là một loài bướm đêm thuộc phân họ Arctiinae, họ Erebidae.